# Asesino de Daytona Beach
El asesino de Daytona Beach es un asesino en serie estadounidense responsable de los asesinatos de cuatro mujeres en el área de Daytona Beach, Florida, desde diciembre de 2005 hasta diciembre de 2007.  Después del descubrimiento de las tres primeras víctimas se temía que hubieran sido asesinadas por un asesino en serie. El 16 de septiembre de 2019, la policía de Daytona Beach anunció que Robert Hayes, de 37 años, previamente arrestado por asesinato en primer grado en 2016, había sido relacionado con tres de los cuatro asesinatos por pruebas de ADN.

## Víctimas
La primera víctima conocida fue Laquetta Gunther, de 45 años, que fue encontrada en un callejón el 26 de diciembre de 2005. Le habían disparado en la nuca. Se recuperó el ADN de la escena. La segunda víctima fue Julie Green, de 34 años, encontrada el 14 de enero de 2006. También le habían disparado en la parte posterior de la cabeza. No se recuperó ADN, pero se encontraron huellas de neumáticos. Los neumáticos correspondían a un Taurus o Sable de 2003 y, de hecho, los neumáticos exactos se encontraron más tarde.  Poco más de un mes después, el 24 de febrero de 2006, la policía encontró el cuerpo de Iwana Patton, de 35 años, en un camino de tierra. Le habían disparado, pero no en la parte posterior de la cabeza, y posiblemente había luchado con su asesino. Se recuperó ADN, junto con un casquillo que permitió a la policía identificar la marca y el modelo de pistola utilizada ( Smith & Wesson Sigma Series VE, calibre 40 ). La balística de las balas recuperadas y el ADN recuperado coincidieron.
Las autoridades recibieron una llamada telefónica anónima que describía el lugar donde se encontraba el cuerpo de Patton, pero la persona que llamó fue identificada e interrogada, y no era sospechosa de los asesinatos. Se cree que las tres mujeres trabajaban como trabajadoras sexuales en el área de Daytona Beach. La policía cree que las víctimas acompañaron voluntariamente a su asesino, posiblemente en un vehículo, y posteriormente fueron asesinadas y abandonadas en la misma área de Daytona Beach. El asesino no intentó ocultar los cuerpos. 
Los restos de Stacey Charlene Gage, de 30 años, fueron encontrados el 2 de enero de 2008. Le habían disparado en la cabeza. La policía cree que fue asesinada el 11 de diciembre de 2007. La policía declaró además que las circunstancias que rodeaban el caso eran inquietantemente similares a las de los tres homicidios sin resolver anteriores. A diferencia de las tres primeras víctimas, Gage no tenía antecedentes penales relacionados con la prostitución. Sin embargo, sí tenía un historial de problemas de drogas. La furgoneta que Gage conducía la noche en que desapareció fue recuperada más tarde.

## Otras posibles víctimas
En octubre de 2006 fue encontrado en Sanford, Florida el cuerpo de una conocida trabajadora sexual Lisa Marie French de 39 años. La policía informó primero que French había sido estrangulada hasta la muerte, pero los resultados de la autopsia no fueron concluyentes en cuanto a la causa de su muerte. El jefe de policía de Daytona Beach, Mike Chitwood, reveló que French probablemente no fue víctima de juego sucio. El violador en serie Jerry Lee Williams Jr., a quien las autoridades acusaban de atacar a seis mujeres y matar a dos, se declaró culpable de violar y asfixiar a Lisa Marie French, de 39 años, de Casselberry, cuyo cuerpo fue encontrado detrás de un almacén de Sanford. Fue sentenciado a cadena perpetua.
El Orlando Sentinel informó que "según el FBI, los cuatro asesinatos se encontraban entre los 28  que estaban sin resolver en Florida y estaban relacionados con asesinatos en serie que el FBI sospechaba que habían sido cometidos por camioneros en viajes de larga distancia". Estos incluían 19 muertes a lo largo del corredor de la interestatal 4 entre Tampa y Daytona Beach ... ", pero también señaló que" todas las agencias policiales locales menos una niegan cualquier caso de asesino en serie en sus investigaciones ". The Sentinel  identificó como dos posibles víctimas más a Regan Kendall, cuyo cuerpo desmembrado fue encontrado cerca de Osceola Parkway y Boggy Creek Road en el condado de Osceola en julio, y la segunda,  Kelly Lanthorne, quien fue encontrada cerca de South Orange Blossom Trail en el Condado de Orange .  

## Intentos de resolución
La policía de Daytona Beach utilizó kits de campo de ADN para tomar muestras de ADN de automovilistas que se ajustaban al perfil de un hombre blanco con novia. Las muestras se llevaron a un laboratorio para ver si alguna coincidía con el material genético tomado de las escenas de los crímenes.

### Robert Hayes
El 15 de septiembre de 2019, funcionarios del condado de Palm Beach arrestaron a Robert Hayes, de 37 años en su casa de West Palm Beach por el asesinato el 7 de marzo de 2016 de Rachel Bey. El ADN encontrado en Bey coincidía con el ADN recuperado en Gunther y Green, dos de las víctimas del asesino de Daytona Beach y las pruebas de balística conectaban a Hayes con el asesinato de Patton.  Lori Napolitano, jefa del departamento forense del Departamento de Cumplimiento de la Ley de Florida, informó que el ADN tomado de las víctimas del asesino de Dayton Beach se comparó con una base de datos genéticos utilizada por personas que intentaban encontrar familiares perdidos hace mucho tiempo y se estableció una relación con Hayes. Hayes fue puesto bajo vigilancia y la policía recogió subrepticiamente una colilla de cigarrillo usada que lo vinculaba con los asesinatos. Otras pruebas adicionales después de su arresto confirmaron la relación.